# Жаба маскаренська
Жаба маскаренська (Ptychadena mascareniensis) — вид земноводних з роду Ptychadena родини Ptychadenidae. Інша назва «нільська жаба».

## Опис
Загальна довжина досягає 4—6,8 см. Спостерігається статевий диморфізм: самиці більші за самців. За будовою схожа на інших представників свого роду. Відрізняється за забарвленням. Верхня сторона тіла у неї оливково-зелена, бура або сіро—зелена в більш темних плямах, черево — біле. Задня сторона стегон біла у мармурових розводах. Уздовж спини може бути світла смуга.

## Спосіб життя
Полюбляє вологі савани та ліси, місцевість з високою рослинністю, луки, рисові поля. Зустрічається на висоті до 2000 м над рівнем моря. Веде переважно водний спосіб життя. Активна вдень та вночі. Живиться комахами, водними безхребетними, пуголовками, жабенятами.
Розмноження буває декілька разів на рік, окрім сухого сезону. Самиця відкладає близько 1000 яєць у водойму.

## Розповсюдження
Мешкає уздовж ріки Ніл в Єгипті та Судані, а також поширена від Південного Судану та східної Ефіопії до Намібії, Ботсвани й Мозамбіку (на півдні) й від Кенії та Танзанії до Сенегалу (на заході). Часто зустрічається також на о. Мадагаскар. Її було завезено на Маскаренські та Сейшельські острови.

## Стосунки з людиною
Маскаренська жаба відігравала велику роль в єгипетській міфології. Божество Ка, що мало голову жаби, являло собою одне з видозмін бога правди Пта. Крім того, була ще богиня Хека з жаб'ячої головою, яка разом зі своїм чоловіком, богом Кхнумом, уособлювала воду. Ця жаба була символом воскресіння. Пуголовка позначала в ієрогліфічному листі число 100 тисяч. У стародавніх Фівах знайдені були навіть бальзамовані маскаренські жаби.